# Frans Arnold van Wolff-Metternich Ter Gracht
Franz Arnold von Wolff-Metternich zur Gracht (* 9 mei 1658 op Kasteel Gracht in Liblar, tegenwoordig stadsdeel van Erftstadt; † 25 december 1718 in Kasteel Ahaus) was vorstbisschop van het bisdom Paderborn en het bisdom Münster.

## Biografie
Hij was een telg uit het geslacht Wolff-Metternich zur Gracht. Zijn vader was Degenhard Adolf von Wolff, genaamd Metternich, de opperstalmeester van het keurvorstendom Keulen, en een zoon van Johann Adolf Wolff Metternich zur Gracht (1592–1669), die prinsenopvoeder was aan het hof van Huis Wittelsbach. Zijn moeder was Philippina Agnes (geboren als Freifrau von Reuschenberg zu Setternich). Franz Arnold was het vijfde van in totaal negen kinderen uit dit huwelijk. Na de dood van Philippina Agnes hertrouwde zijn vader met Margaretha Alexandra von Hoensbroeck. Een van zijn jongere halfbroers was Wilhelm Hermann Ignatz Wolff-Metternich zur Gracht, een kanunnik (koorheer) van de kathedraal.
Franz Arnold had een voorliefde voor zowel een "magnifieke tafel" als andere geneugten en hield een prachtige hofhouding in zowel Münster als Paderborn. Zijn gezondheid was vaak zwak en hij bezocht daarom vaak de mineraalbronnen in Bad Driburg, waarvan hij de eigenschappen van het water chemisch liet onderzoeken. Het weerhield hem niet van zijn taken als vorstbisschop. Zijn begrafenis vond plaats in de Jezuïetenkerk van Coesfeld in alle stilte en zonder grote ceremonie. Ook zijn lijkdienst in Münster was eenvoudig.

## Carrière
Als jongere zoon koos hij, zoals gebruikelijk in de noordwest-Duitse adelsstand, voor een kerkelijke loopbaan. Hij bezocht het gymnasium in Hildesheim en ontving in 1670 de eerste tonsuur. Van 1674 tot 1676 studeerde hij aan het Collegium Germanicum in Rome. In 1678 ontving hij een prebende als kanunnik in Osnabrück, waar hij later ook decaan van het kapittel werd en proost van de Sint-Johanneskerk. Vanaf 1681 was hij ook kanunnik in Paderborn. In 1698 ontving hij de lagere wijdingen en werd gewijd tot subdiaken.
In 1703 werd hij gewijd tot diaken en kort daarna tot priester. Ondanks aanzienlijke weerstand van een oppositiepartij, werd Franz Arnold gekozen tot coadjutor van zijn oom Hermann Werner von Wolff-Metternich zur Gracht, met het recht op opvolging als bisschop van Paderborn. Paus Clemens XI bevestigde de verkiezing en benoemde hem tot titulair bisschop van Nicopolis in Armenië. Op 9 maart 1704 wijdde de hulpbisschop van Osnabrück, Otto Wilhelm von Bronckhorst zu Gronsfeld, hem in Paderborn tot bisschop. Na de dood van zijn oom op 21 mei 1704 werd hij prinsbisschop van Paderborn. Van 1708 tot aan zijn dood in 1718 was hij ook vorstbisschop van Münster, waar hij al in 1706 als kanunnik was aangesteld en in 1707 als bisschop werd benoemd, maar toen nog zonder wereldse rechten.
- Gemeinsame Normdatei: 116752572
- Nationale Bibliotheek van Polen: a0000003403316
- Virtual International Authority File: 52449639
- WorldCat: E39PBJfX7fvxGVCdmhq89yGvHC